# Louisa Walter
Louisa Walter (* 2. Dezember 1978 in Düsseldorf) ist deutsche Hockey-Nationalspielerin. Sie ist Torfrau und als solche ein großer Rückhalt sowohl in der Nationalmannschaft, als auch bei ihrem Verein, dem Berliner HC. Besonders im 7-Meter-Schießen beim Halbfinale der Olympischen Sommerspiele 2004 in Athen gegen die Volksrepublik China konnte sie mit zwei gehaltenen Schüssen glänzen.

## Größte sportliche Erfolge
- 1. Platz Hallenweltmeisterschaft 2003 Leipzig
- 3. Platz Europameisterschaft 2003 Barcelona
- 1. Platz Olympische Spiele 2004 Athen
- Deutsche Meisterschaft 2005